# Robert Mitterrand
Robert Jules Thèodose Joseph Francis Mitterrand (* 22. September 1915 in Jarnac; † 9. September 2002 in Paris) war ein französischer Manager von Telekommunikationsunternehmen und Menschenrechtsaktivist.

## Leben
Robert Mitterrand war der Sohn von Marie Gabrielle Yvonne Lorrain (* 26. April 1880 in Jarnac; † 12. Januar 1936 ebenda) und Gilbert Félix Joseph Mitterrand (* 26. September 1873 in Limoges; † 5. Mai 1946 in Jarnac) Eisenbahn-Ingenieur und Essig-Unternehmer, sowie Bruder von François Mitterrand und des Generals Jacques Mitterrand. Am 6. Dezember 1939 heiratete er Edith Cahier, eine Nichte von Eugène Deloncle. Ihre Kinder waren Jean-Gabriel (* 1940), Olivier (* 1943) und Frédéric Mitterrand. Am 8. September 1960 heiratete er Arlette Paris (geschiede René Chazelles Magistrat); ihr gemeinsames Kind hieß Maxime (* 1960).
Robert Mitterrand studierte an der École polytechnique sowie Ingenieurwesen an der École d’application des manufactures de l’État. Von 1944 bis 1947 war er vortragsberechtigter Beauftragter für Industrieländer. Von 1947 bis 1949 war er Bürovorsteher im Büro von François Mitterrand, welcher ab 1947 das Amt des Ministre des Anciens Combattants und ab 1948 das Amt des Ministre de l’Information (Öffentlichkeitsarbeit) bekleidete. Von 1949 bis 1954 war er Directeur associé im Amt von Roger-Patrice Pelat, welcher damals die französische Ausfuhrkontrolle leitete. Von 1954 bis 1957 war er Berater der Zechen im Becken des Département Nord und des Département Pas-de-Calais. Von 1964 bis 1966 leitete er die Sofrémines-India Société française d’Études minières (SOFRÉMINES). Von 1966 bis 1981 saß er im Board of Directors der Cie Industrielle et Agricole de Vente à l’Etranger (CIAVE, filiale de la Banque Worms). Von 1968 bis 1971 war er Geschäftsführer der Société Hydrocarbon Engineering. Von 1971 bis 1975 war er Geschäftsführer von Sperry Univac. Von 1975 bis 1981 leitete er die Abteilung Industrie-Automatisierung von CIT-Alcatel. CIT-Alcatel war ein Tochterunternehmen von Ericsson und Compagnie Générale des Eaux, welche eine ab 1972 eingesetzte E-10 Telefonanlage herstellten. Er war Vorsitzender Direktor der Société des machines Havas (damals benannt nach Charles-Louis Havas). Er saß im Board of Directors von TRANSAC du groupe CIT-Alcatel und Darubex. Von 1966 bis 1967 war er Generalsekretär der Convention des institutions républicaines, einem Wahlkampfbündnis für seinen Bruder. Er saß der Association des amis de Chambord (Schloss Chambord) vor.
Robert Mitterrand saß im Aufsichtsrat von Air Liquide. Von 1982 bis 1987 leitete er das Centre français du commerce extérieur (französische Außenhandelskammer). Er war Mitglied im Unternehmerverband Cercle de l’Union interalliée.
Von Mai 1975 bis Januar 1976 waren Maria Regina Pilla Paranagua und ihr Mann Paulo Antonio de Paranaguá im Rahmen der Operation Condor verschleppt worden. Robert Mitterrand engagierte sich für das Wiederauftauchen der Verschwundenen. Sein Bruder, der General im Ruhestand Jacques Mitterrand, leitete Aérospatiale, zu deren Produktpalette Exocet gehörte, mit der die Sheffield versenkt wurde.

## Veröffentlichungen
- Frère de quelqu’un. Laffont, Paris, 1988, ISBN 2-221-04762-1.